# Джилліан Коулі
Джилліан Коулі (8 липня 1955) — зімбабвійська хокеїстка на траві.
Олімпійська чемпіонка 1980 року.